# NGC 1644
NGC 1644 är en klotformig stjärnhop i Stora magellanska molnet i stjärnbilden Svärdfisken. Den upptäcktes den 2 november 1834 av John Herschel.